# Diana Norman
Diana Norman, född Mary Diana Narracott den 25 augusti 1933 i London, död 27 januari 2011 i Hertfordshire, var en brittisk författare och journalist som även använde sig av pseudonymen Ariana Franklin.